# Lunatic Soul
Lunatic Soul – solowy, studyjny projekt muzyczny, którego autorem jest Mariusz Duda, polski muzyk, wokalista i multiinstrumentalista, lider progrockowego Riverside. Powołany do życia w 2008 Lunatic Soul miał być odskocznią od muzyki macierzystego zespołu, ale przede wszystkim polem eksploracji innych terytoriów muzycznych.
W Lunatic Soul Mariusz Duda tworzy dźwięki z pogranicza muzyki ilustracyjnej, orientalnej, folkowej, jak również elektroniki oraz ambient. Jednym z najbardziej charakterystycznych znaków rozpoznawczych Lunatic Soul jest brak gitary elektrycznej. Jej dźwięki są imitowane dźwiękami gitar basowych oraz klawiszy. Warstwa liryczna tekstów dotyczy tematów związanych z podróżami w zaświatach.

## Albumy

### 2008:Lunatic Soul
Debiutancki album projektu pt. Lunatic Soul ukazał się 13 października 2008 roku. Płyta została wydana przez wytwórnię Kscope. 
Nagrania dotarły do 23 miejsca zestawienia OLiS. Wydawnictwo zostało wybrane przez słuchaczy audycji Noc Muzycznych Pejzaży w Trójce najlepszym albumem roku. Na albumie nie znalazła się żadna partia gitary elektrycznej. Gościnnie na albumie wystąpił ówczesny perkusista UnSun i Indukti Wawrzyniec Dramowicz oraz klawiszowiec macierzystej grupy Dudy - Riverside, Michał Łapaj.
Recenzenci podkreślali spójność kompozycyjną muzyki zawartej na debiutanckim albumie Lunatic Soul pisząc o nim, że to „trzy kwadranse poruszającej, przemyślanej w każdym szczególe muzyki”. Zwracali również uwagę na orientalno-ambientową warstwę muzyczną projektu lidera Riverside i tym samym podkreślali jej odrębność od muzyki macierzystego zespołu Mariusza Dudy. Niemiecki magazyn Eclipsed ocenił płytę 9/10 i określił Lunatic Soul jako „trip rock”.

### 2010:Lunatic Soul II
Drugi album studyjny projektu pt. Lunatic Soul II ukazał się 25 października 2010 roku nakładem wytwórni muzycznych Mystic Production i Kscope Music. Album zadebiutował na 13. miejscu listy OLiS w Polsce. Pochodząca z wydawnictwa utwór „Wanderings” dotarł do 28. miejsca Listy Przebojów Programu Trzeciego Polskiego Radia. 
Dwie pierwszy płyty Lunatic Soul były zaplanowane jako dyptyk. Podobnie jak debiutancka płyta, drugi album Lunatic Soul zawiera dźwięki hipnotyczne i orientalne, które przywołują skojarzenia z takim artystami jak Dead Can Dance czy Peter Gabriel. 
Krytycy muzyczni zwracali uwagę na to, iż drugi album Lunatic Soul jest bardziej przystępny muzycznie od debiutu i zawiera dużo melodii. Podkreślano także, że cechą charakterystyczną Lunatic Soul jest dążenie do eksperymentu co jest wyrażone choćby poprzez użycie niestandardowych instrumentów. Oprócz perkusji, gitary akustycznej i klawiszy na płycie, pojawiają się również takie instrumenty jak quzheng, dzwony rurowe, flety, bębenek, cajón, kalimba czy smyczki. 

### 2011:Impressions
10 października 2011 roku nakładem Kscope Music ukazała się trzecia produkcja Lunatic Soul zatytułowana Impressions. Album jest zbiorem kompozycji instrumentalnych, stanowiących uzupełnienie opowieści przedstawionej na czarno-białym dyptyku pierwszej i drugiej płyty projektu. Utwory powstawały podczas sesji do poprzednich płyt. Materiał był początkowo planowany jako dodatek do reedycji dwóch pierwszych krążków. Mariusz Duda uznał jednak, że kompozycje, które trafiły na Impressions są na tyle dobre i dopełniają temat przewodni wyznaczony na pierwszych dwóch albumach Lunatic Soul, że ostatecznie postanowił wydać te utwory jako odrębną płytę.
Warstwa muzyczna jest Impressions utrzymana w ambientowym stylu, przypominającym ścieżkę dźwiękową do filmu lub gry komputerowej. Jest to pierwszy instrumentalny krążek projektu. Jak tłumaczył sam autor: „Wychowałem się głównie na muzyce instrumentalnej. Musiałem mieć taki album w swojej dyskografii". Utwory na Impressions zawierają także dużą ilość pozamuzycznych dźwięków, takich jak elektrokardiogramu, spadających kropli wody, metalicznych odgłosów kutej stali, dzwoneczków. Głos Mariusza Dudy na płycie jest obecny bardzo rzadko i pełni rolę raczej dodatkowego instrumentu niźli tradycyjnego wokalu.

### 2014:Walking On A Flashlight Beam
Czwarty album zatytułowany Walking on a Flashlight Beam ukazał się 13 października 2014 za sprawą Mystic Production w Polsce oraz brytyjskiej wytwórni Kscope na całym świecie. Płyta zawiera 9 utworów i trwa prawie 64 minuty. Mariusz Duda skomponował wszystkie piosenki i zagrał na wszystkich instrumentach na płycie, oprócz perkusji, której partie zostały nagrane przez Wawrzyńca Dramowicza. 
W recenzjach zwracano uwagę na to, że album mocno różni się od poprzednich płyt projektu. Debiutancka płyta Lunatic Soul to album orientalno-ambientowy. Lunatic Soul II charakteryzowała eteryczna atmosfera. Impressions to w dużej mierze ambientowa melancholia, a Walking On A Flashlight Beam to płyta mroczna, potężna i głęboko intensywna. Mariusz Duda tym razem zdecydowanie bardziej postawił na elektronikę i intensywny, wyrazisty rytm w efekcie czego momentami jest to bowiem album bardzo głośny i prawdziwie rockowy. 
Krytycy odnotowywali również, że albumem Walking On a Flashlight Beam Mariusz Duda przypieczętował swój talent kompozytorki i stworzył własną oryginalną muzykę, której styl nie nawiązuje tak mocno do artystów często przywoływanych w recenzjach poprzednich płyt projektu Lunatic Soul. 

### 2017:Fractured
6 października 2017 roku ukazał się piąty album Lunatic Soul zatytułowany Fractured. Płyta została wydana przez Mystic Production (w Polsce) oraz Kscope (wydanie międzynarodowe). Na albumie znajduje się osiem utworów w elektroniczno-rockowej stylistyce prog rocka i ambientu. 
Fractured to album, na którym Mariusz Duda odchodzi od etnicznych i orientalnych klimatów. Mniej obecny w warstwie muzycznej jest również ambient. Dominuje natomiast elektronika nawiązująca do muzyki lat osiemdziesiątych. Po raz pierwszy w kompozycjach Lunatic Soul pojawia się orkiestra symfoniczna.
W warstwie lirycznej Fractured to krążek zgłębiający temat kondycji współczesnego człowieka, introwertyka doświadczonego przez los z zaburzonym sposobem komunikacji ze światem.
Punktem wyjścia do stworzenia Fractured były dla Mariusza Dudy odejścia dwóch bliskich mu osób – ojca oraz Piotra Grudnia, przyjaciela i gitarzysty macierzystej formacji Dudy, Riverside.Według Mariusza Dudy Fractured jest dla niego albumem najbardziej osobistym.

### 2018:Under the Fragmented Sky
Szósty album Lunatic Soul miał premierę 25 maja 2018 roku. Wydawnictwo jest płytą honorującą 10-lecie istnienia projektu, a także artystycznym pomostem między poprzednia płytą Fracutred, a kolejnymi albumami. Początkowe zapowiedzi albumu zwiastowały jedynie suplement do poprzedniego albumu, ale Mariusz Duda ostatecznie zdecydował się wydać pełnowymiarowy krążek składający się z 8 utworów. 
Album jest w większości instrumentalny. Tylko dwa utwory, tytułowy oraz Untamed, są tradycyjnymi piosenkami ze słowami. W pozostałych kompozycjach można usłyszeć wokalizy.
Krytycy zwracali uwagę na to, że o ile poprzedni album Fractured odznaczał się przestrzenią brzmieniową i bardziej obszernym instrumentarium, tak Under The Fragmented Sky brzmi bardziej jak epilog tej płyty.
Recenzje płyty podkreślały przystępność zawartego na niej materiału. "Echa tragicznych wydarzeń w postaci śmierci ojca Mariusza Dudy oraz kolegi z zespołu, Piotra Grudzińskiego, na Fractured były wyczuwalne momentalnie. Tu mamy poczucie powolnego wychodzenia z traumy".

### 2020:Through Shaded Woods
Album ukazał się 13 listopada 2020 roku. Jest zainspirowany mrocznym skandynawskim oraz słowiańskim folkiem i nawiązuje do twórczości takich zespołów jak Heilung czy Warduna, będąc jednocześnie wydawnictwem osadzonym we własnym i charakterystycznym stylu Lunatic Soul. Płyta składa się z sześciu utworów, a w specjalnej, limitowanej edycji zawiera ponad 30 minut dodatkowej muzyki. Mariusz Duda skomponował wszystkie piosenki i po raz pierwszy w historii Lunatic Soul zagrał na wszystkich instrumentach na płycie.
Na Through Shaded Woods Duda nie rezygnuje z charakterystycznej dla swojej twórczości melancholii i mroku, ale tym razem stawia przed wszystkim na „światło i nadzieję”. Na płycie praktycznie nie ma elektroniki, która dominowała na wcześniejszych albumach Lunatic Soul. Wydawnictwo wypełnia organiczne brzmienie oparte głównie na gitarach akustycznych, basie i instrumentach klawiszowych.
Recenzenci zwracali uwagę na to, że jest to najbardziej pozytywna propozycja Lunatic Soul. Jak stwierdzał portal rockserwis.fm: "W tym trudnym, pełnym wyzwań i niepokoju czasie pandemii Mariusz Duda zaprasza na wycieczkę do lasu, by tam poszukać harmonii i wyciszenia i choć na chwilę zapomnieć o dołującej codzienności".

### 2025: Nowa płyta
Pod koniec 2024 roku Mariusz Duda ogłosił, że ósmy album Lunatic Soul ukaże się w 2025 roku. Tytuł wydawnictwa nie jest jeszcze znany. Nowa płyta Lunatic Soul będzie albumem dwupłytowym, zawierającym prawie 1,5 godziny nowej muzyki. Album jest nagrywany w studiu Serakos w Warszawie.

## Cykl Życia i Śmierci
Wszystkie płyty Lunatic Soul tworzą artystyczny koncept o podróży przez życie i śmierć, który Mariusz Duda nazwał "The Circle of Life and Death" (Cykl Życia i Śmierci). Cykl opowiada o postaci, która umiera, trafia do zaświatów, a później odradza się i powraca do życia. Historia została rozpisana na osiem albumów. Jej chronologia nie jest zgodna z kolejnością treści wydawanych płyt. Dla przykładu, czwarty album Walking on a Flashlight Beam to prequel debiutanckiej płyty projektu, zaś album siódmy Through Shaded Woods to tak naprawdę trzecia płyta w kolejności konceptu. 
Historia cyklu zawiera  podział na płyty "po stronie życia" oraz płyty "po stronie śmierci". Albumy po stronie śmierci mają na okładce zaokrąglony, wężowy symbol Lunatic Soul i organiczne brzmienie, zaś albumy reprezentujące stronę życia charakteryzuje popękany i niejednolity symbol Lunatic Soul oraz większa obecność elektroniki w muzyce. Wyjątkiem jest album Under The Fragmented Sky, który będąc płytą "pomiędzy" w układzie cyklu, nie zawiera żadnego logo. 
Wszystkie albumy Lunatic Soul zawierają również świadomy dobór kolorów dominujących na okładkach płyt. Okładka czarna, biała, a potem ich mieszanka, czyli szara, zdobią odpowiednio pierwszą, drugą i trzecią płytę projektu. Kolor granatowy dominuje na czwartym albumie Walking on the Flashlight Beam. Na okładkach dwóch kolejnych kolejnych płyt Fractured i Under the Fragmented Sky obecna jest czerwień, ponieważ obydwa albumy są ze sobą powiązane. Ostatnie wydawnictwo Lunatic Soul posiada okładkę zieloną, gdyż muzycznie album zawiera naturalne i organiczne dźwięki, a konceptualnie reprezentuje przekaz odnoszący się do nadziei.

## Dyskografia
| 2008                           | Lunatic Soul - Data: 16 października 2008 - Wydawca: Mystic Production, Snapper Music                | 23 |
| 2010                           | Lunatic Soul II - Data: 25 października 2010 - Wydawca: Mystic Production, Kscope Music              | 13 |
| 2011                           | Impressions - Data: 17 października 2011 - Wydawca: Kscope Music                                     | —  |
| 2014                           | Walking on a Flashlight Beam - Data: 13 października 2014 - Wydawca: Mystic Production, Kscope Music | 11 |
| 2017                           | Fractured - Data: 6 października 2017 - Wydawca: Mystic Production, Kscope Music                     | 4  |
| 2018                           | Under the Fragmented Sky - Data: 25 maja 2018 - Wydawca: Mystic Production, Kscope Music             | 10 |
| 2020                           | Through Shaded Woods - Data: 13 listopada 2020 - Wydawca: Mystic Production, Kscope Music            | 5  |
| „—” pozycja nie była notowana. | |    |

| Rok  | Tytuł         | Pozycja na liście | Album                        |
| Rok  | Tytuł         | LP3               | Album                        |
| ---- | ------------- | ----------------- | ---------------------------- |
| 2010 | „Wanderings”  | 28                | Lunatic Soul II              |
| 2014 | „Cold”        | –                 | Walking on a Flashlight Beam |
| 2017 | „Fractured”   | –                 | Fractured                    |
| 2017 | „Anymore”     | 48                | Fractured                    |
| 2017 | „Moving On”   | –                 | Fractured                    |
| 2020 | „The Passage” | –                 | Through Shaded Woods         |
| 2020 | „Navvie”      | –                 | Through Shaded Woods         |

## Nagrody i wyróżnienia
| Rok  | Kategoria                    | Nagroda                      | Uwagi      |
| ---- | ---------------------------- | ---------------------------- | ---------- |
| 2011 | Instrumentalista roku        | Plebiscyt Metal Hammer, 2010 | 1. miejsce |
| 2011 | Album roku (Lunatic Soul II) | Plebiscyt Metal Hammer, 2010 | 3. miejsce |
| 2020 | Płyta roku polska            | Teraz Najlepsi 2020          | 3. miejsce |